# Зандрарт, Якоб фон
Якоб фон Зандрарт (нем. Jacob von Sandrart; 31 мая 1630, Франкфурт-на-Майне — 15 августа 1708, Нюрнберг) — немецкий гравёр, художник, картограф и торговец произведениями искусства. Племянник и ученик художника и выдающегося историографа Иоахима фон Зандрарта

## Биография
В возрасте десяти лет Якоб получил образование у своего дяди Иоахима фон Зандрарта, который в то время жил в Амстердаме. Затем он отправился в Данциг на четыре года, а с 1644 года совершил полуторагодичное путешествие через Торн, Бреслау и Вену в Регенсбург. В июне 1654 года женился на Регине Кристине Эйммарт из Регенсбурга, дочери известного гравёра и математика Георга Кристофа Эйммарта Старшего. С 1656 года постоянно проживал в Нюрнберге. В 1662 году основал там «Академию живописцев» (Maler-Akademie), став её первым директором. В 1664 году академию возглавил Иоахим фон Зандрарт. Академия существует до настоящего времени как Нюрнбергская академия изобразительных искусств.

## Творчество
Якоб фон Зандрарт был плодовитым художником. Всего известно более четырёхсот его резцовых гравюр на меди и офортов. Помимо деятельности для нюрнбергских издательств «Endter» и «Felsecker», он и сам публиковал иллюстрированные гравюрами сочинения. В качестве художника он сделал себе имя прежде всего как портретист. На большинстве его гравюр изображены выдающиеся жители Нюрнберга.
Многие из гравюр Зандрарта были созданы в сотрудничестве с поэтом Зигмундом фон Биркеном, который писал стихотворные подписи на портретах художника. Зандрарт дружил с Биркеном и давал ему заказы на редактирование иллюстрированных публикаций. Вместе они участвовали в подготовке знаменитого издания Иоахима фон Зандрарта «Немецкая Академия зодчества, ваяния и живописи» (Teutsche Academie der Edlen Bau-, Bild- und Mahlerey-Künste, 1675—1679).
Дети Якоба Сусанна Мария (1658—1716) и Иоганн Якоб (1655—1698) также стали известными гравёрами. Вместе с гравёром Кристофом Вайгелем (1654—1725) они выполнили иллюстрации к изданию «Страстей Господних» (Passio Domini) 1693 года в Аугсбурге.